# فردا همیشگی است
فردا همیشگی است (انگلیسی: Tomorrow Is Forever) فیلمی در ژانر درام و نوآر به کارگردانی اروینگ پیکل است که توسط کمپانی آر.ک.ئو در سال ۱۹۴۶ منتشر شد. موسیقی این فیلم توسط ماکس اشتاینر ساخته شده است.

## داستان
این فیلم داستان الیزابت (کلودت کولبرت) و جان (اورسن ولز) یک زن و شوهر که به تازگی از هم جدا شده‌اند را روایت می‌کند. زمانی که الیزابت از مرگ جان اطلاع پیدا می‌کند با مرد دیگری (جورج برنت) ازدواج می‌کند اما جان هنوز زنده است.

## بازیگران
- کلودت کولبرت
- اورسن ولز
- جورج برنت
- لوسیل واتسون
- ریچارد لونگ
- ناتالی وود
- ایان ولف
- لئونارد کری